# Sikelgaita
Sikelgaita, född 1040, död 16 april 1090, var en italiensk adelsdam, gift med Robert Guiscard. Hon var politiskt aktiv och känd för att delta i strid vid makens sida under militära operationer.

## Biografi
Sikelgaita var dotter till prins Guaimar IV av Salerno. Hon gifte sig med Robert Guiscard 1058, efter att denne hade annullerat sitt äktenskap med Alberada av Buonalburgo: Sikelgaitas syster Gaitelgrima var gift med Roberts halvbror Drogo av Hauteville. Hon försökte agera medlare mellan sin make och sin bror, Gisulf II av Salerno, men misslyckades och accepterade att brodern avsattes av maken i kriget 1078.
Sikelgaita åtföljde Robert på hans militära kampanjer. Under Slaget vid Dyrrhachium (1081) ledde hon hans trupper i strid mot Bysans klädd i rustning och jämfördes av Anna Komnena med Pallas Athena. Hon följde honom också på kampanjen i Italien 1083 för att försvara påven mot kejsaren, och till en ny kampanj mot Bysans 1085, där hon närvarade vid hans dödsbädd i Kefalonia 1085. Hon försökte förgifta sin före detta styvson Bohemund I av Antiokia, men slöt sedan fred med honom efter att han accepterade att hennes egen son Roger Borsa efterträdde Guiscard i Apulien.
Sikelgaita var liksom maken en trogen donator till klostret Monte Cassino under hela sitt liv, och blev på sin egen önskan begraven där.